# Bundesvergabeamt
Das Bundesvergabeamt (BVA) war eine unabhängige österreichische Bundesbehörde, welche auf Bundesebene den Rechtsschutz der Bieter in einem Vergabeverfahren eines öffentlichen Auftraggebers sicherzustellen hatte.

## Geschichte
Sein historischer Vorläufer wiederum war die beim Bundesministerium für Wirtschaft 1992 für den Bereich der Bundesstraßenverwaltung durch Bundesminister Wolfgang Schüssel eingerichtete Vergabekontrollkommission (1. Vorsitzender: Karl Korinek, späterer Präsident des Verfassungsgerichtshofs) als beratendes Organ gem. § 8 Bundesministeriengesetz mit einer Geschäftsstelle im Wirtschaftsministerium. Aicher vergleicht am Schluss seines Beitrages die Einführung der Kommission als vergabekontrollrechtliches Galizien mit dem Vorläufer des ABGB im Galizien, womit der Vorbereitungscharakter dieser Einrichtung im Hinblick auf eine sich erst zu entwickelnde Judikatur dieser neuen Rechtsmaterie im Zusammenhang mit der Verrechtlichung der Vergabekontrolle unterstrichen wird, die erst 2014 abgeschlossen wurde. Die Vergabekontrollkommission wurde 1994 abgelöst durch die Bundes-Vergabekontrollkommission (1. Vorsitzender: Josef Aicher) und dem gleichzeitig eingerichteten Bundesvergabeamt (1. Vorsitzender: Walter Melnizky, Präsident des OGH). Die neue Bundes-Vergabekontrollkommission war dem Bundesvergabeamt als Schlichtungsstelle vorgelagert und wurde 2002 aufgelöst. Das 1994 gem. Art 133 Z 4 B-VG (Fassung vor 2014) als unabhängige Kolligialbehörde mit richterlichen Einschlag beim Wirtschaftsministerium eingerichtete Bundesvergabeamt wurde ebenfalls von einer Abteilung des Wirtschaftsministeriums als Geschäftsstelle (Leiter: Günther Schwayer) unterstützt.
Mit dem am 1. September 2002 in Kraft getretenen Bundesvergabegesetz 2002 wurde unter anderem der vergabespezifische Rechtsschutz neu organisiert. Dieser wurde nämlich auch auf Vergaben unterhalb der gemeinschaftsrechtlich relevanten Schwellenwerte ausgedehnt und das Bundesvergabeamt als Sonderkontrollbehörde mit hauptberuflich tätigen Senatsvorsitzenden (1. Vorsitzender Michael Sachs) und nebenberuflichen sonstigen Mitgliedern neu eingerichtet. Es entfiel die Verpflichtung, vor Antragstellung an das Bundesvergabeamt ein Schlichtungsverfahren vor der Bundes-Vergabekontrollkommission durchzuführen.
Hauptaufgabe des Bundesvergabeamtes war der Rechtsschutz der Bieter. Daher wurde das Bundesvergabeamt nur auf Antrag eines Bieters/Bewerbers tätig und hatte keine selbständige Prüfkompetenz hinsichtlich öffentlicher Auftragsvergaben. Die Bieter konnten mit Hilfe des BVA ihr Recht auf ein faires und transparentes Vergabeverfahren durchsetzen. Wichtige Instrumente des Rechtsschutzes im öffentlichen Vergabeverfahren waren (und sind immer noch vor dem Bundesverwaltungsgericht):
- der Antrag auf Nachprüfung eines Vergabeverfahrens
- der Antrag auf eine einstweilige Verfügung
- der Antrag auf ein Feststellungsverfahren

Im Jahr 2007 wurden beim BVA 119 Anträge auf Nachprüfungsverfahren, 104 Anträge auf Erlassung einer einstweiligen Verfügung und 6 Anträge auf ein Feststellungsverfahren gestellt.
Das Bundesvergabeamt wurde grundsätzlich in Senaten tätig, welche aus einem Senatsvorsitzenden und zwei Beisitzern bestehen. Je ein Beisitzer kam aus dem Kreis der Auftraggeber und der Auftragnehmer. Eine Ausnahme bildet die Erlassung einstweiliger Verfügungen und die Verfahren unterhalb der unionsrechtlich vorgegebenen Schwellenwerte. In diesen Fällen entscheiden die Senatsvorsitzenden als Einzelmitglieder.
Der Vorsitzende des BVA sowie die Senatsvorsitzenden und die sonstigen Mitglieder wurden auf Vorschlag der Bundesregierung vom Bundespräsidenten ernannt. Sie waren bei der Ausübung ihres Amtes weisungsfrei.
Das Bundesvergabeamt wurde im Zuge der Verwaltungsgerichtsbarkeits-Novelle 2012, die am 1. Jänner 2014 in Kraft trat aufgelöst. Die Zuständigkeiten des Bundesvergabeamtes wurden vom Bundesverwaltungsgericht übernommen.